# Asplenium centovallense
Asplenium centovallense är en svartbräkenväxtart. Asplenium centovallense ingår i släktet Asplenium och familjen Aspleniaceae.

## Underarter
Arten delas in i följande underarter:
- A. c. centovallense
- A. c. demirizii